# Objaw Throckmortona

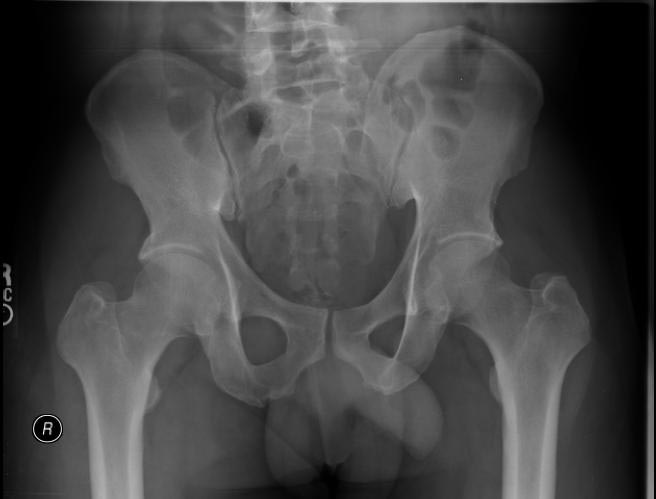
Zdjęcie rtg miednicy, widać cień penisa pacjenta skierowany w lewą stronę. Gdyby u pacjenta rozpoznano patologię po lewej stronie ciała, objaw Throckmortona byłby dodatni

Objaw Throckmortona (ang. Throckmorton’s sign) znany też jako objaw Johna Thomasa, jest żartobliwym określeniem używanym przez anglojęzycznych radiologów, studentów medycyny i rezydentów na określenie sytuacji, gdy cień penisa (często widoczny na zdjęciach radiologicznych miednicy) jest zwrócony w stronę, po której znajduje się u pacjenta obrazowana jednostronna patologia. Przykładowo, dodatni objaw Throckmortona u pacjenta ze złamaniem lewej kości udowej wystąpi, gdy widoczny na zdjęciu penis będzie zwrócony w lewo. Używany jest też zwrot „he’s Throckmorton to the left/right”. Nazwa objawu wiąże się z postacią Toma Bentleya Throckmortona (1885–1961), amerykańskiego neurologa.
W badaniu na grupie 130 pacjentów ze złamaniem kości biodrowej objaw był dodatni u 70%, ujemny u 11% i nieokreślony u 19%, co pozwala ocenić czułość tego testu na 70% (95% CI, 62–78%) a swoistość na 67% (95% CI, 60–75%), czyli raczej niską.
Druga używana nazwa, objaw Johna Thomasa, nie honoruje rzeczywistej osoby – John Thomas jest w Wielkiej Brytanii slangowym określeniem penisa.